# Academia Mexicana de la Historia
La Academia Mexicana de la Historia, correspondiente de la Real Academia de la Historia española con sede en Madrid, se creó el 12 de septiembre de 1919 sobre la base de la Academia de Historia que se había fundado tres años antes (1916). En la época de su fundación contó con veinticuatro sillones de número, y en 1990 se aumentó el número a treinta.

## Historia
Las primeras Academias se fundaron en Francia en el siglo XVII, y la idea para instaurar las similares en España surgió cuando el primer monarca de la Casa de Borbón Felipe V asumió el trono. De esta forma en el siglo XVIII, se creó la Real Academia Española en 1713 y la Real Academia de la Historia en 1738.
En México, los primeros antecedentes de la fundación se remontan a 1836, cuando el gobierno mexicano decretó la fundación de la Academia de la Historia, pero la inestabilidad política del país impidió consolidar el proyecto. En 1867, al caer el Segundo Imperio Mexicano y conseguirse la restauración de la República por parte de los liberales, se logró obtener una estabilidad en el país, que dio condiciones para retomar el proyecto de fundar una Academia.
El 24 de noviembre de 1870, la Real Academia Española comenzó a instituir academias en América Latina; de esta forma, se constituyó la Academia Mexicana de la Lengua en 1875. Muy poco tiempo después comenzaron las gestiones con la Real Academia de la Historia en Madrid para crear las correspondientes en América; sin embargo, no fue hasta 1888 cuando se redactó el reglamento para las academias afiliadas. En ese año se establecieron las academias de historia de Buenos Aires, Bogotá y Caracas, pero el proyecto de México no se consolidó, muy probablemente por la existencia de una corriente antihispanista en la historiografía del país.
En 1901, durante el porfiriato, el marqués de Prat —a la sazón ministro de España en México— gestionó nuevamente el proyecto, sin embargo a pesar de que se llevaron a cabo reuniones y se eligió a Nicolás León como secretario, el proyecto no fue reconocido por la Academia de Madrid. En 1916, los articulistas y colaboradores de la Revista de Revistas revivieron el proyecto de manera independiente creando la Academia de Historia. Manuel Romero de Terreros viajó a España y realizó los primeros contactos y gestiones con la Academia de Madrid para buscar el reconocimiento del proyecto, fue entonces cuando fue nombrado miembro correspondiente, pero tuvo que regresar a México. El padre Mariano Cuevas continuó los trámites; de esta forma, el 27 de junio de 1919, por moción de los miembros, el Duque de Alba, el Marqués de San Juan de Piedras, Ramón Menéndez Pidal, Julio Puyol, Ricardo Beltrán y Juan Pérez de Guzmán y Boza, finalmente se aprobó el proyecto. El 12 de septiembre de 1919 se inauguró la Academia Mexicana de la Historia con el reglamento de 1888 que se había redactado para las Academias de América y contemplando constituirse con veinticuatro sillones.

## Miembros fundadores
Los miembros fundadores en 1919 que ocuparon los primeros once sillones fueron Francisco Sosa, Francisco Plancarte y Navarrete, Ignacio Montes de Oca y Obregón, Luis García Pimentel, Francisco A. de Icaza, Mariano Cuevas, como tesorero Manuel Romero de Terreros, Jesús García Gutiérrez, Jesús Galindo y Villa, como primer director Luis González Obregón, como censor Juan B. Iguíniz y Genaro Estrada. Un mes más tarde se integró Juan Francisco Molina Solís.[cita requerida]

## Sede

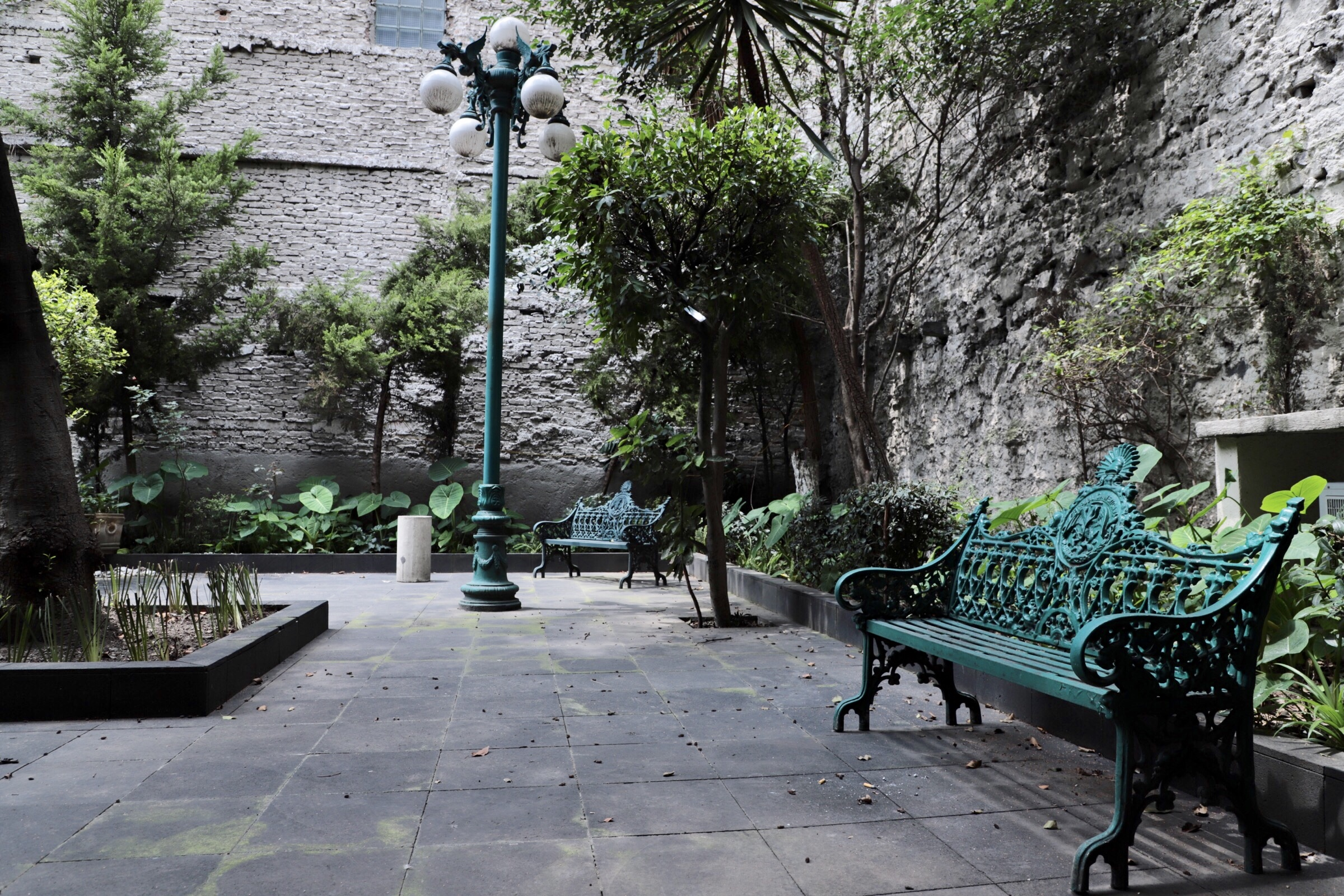
Interior de la Academia Mexicana de la Historia

Sin sede establecida, las reuniones fueron celebradas en la casa del primer director González Obregón, en las instalaciones de la Secretaría de Relaciones Exteriores, de la Biblioteca Nacional, del Colegio de Abogados, de la Sociedad Mexicana de Geografía y Estadística, del colegio de las Vizcaínas y de un club social en el centro histórico de la Ciudad de México. Por iniciativa de Atanasio G. Saravia y de Manuel Romero de Terreros, se constituyó un fideicomiso con apoyo de varios empresarios y del Banco Nacional de México. Se inició así la construcción de un inmueble, para ello se empleó la antigua fachada de la residencia de los condes de Rábago que se encontraba en la calle de Capuchinas y que había sido demolida poco tiempo antes. El 9 de diciembre de 1953 se inauguró la sede oficial en la plaza Carlos Pacheco, que recuerda la memoria del general Carlos Pacheco Villalobos.

## Publicaciones
En 1942 la Academia publicó por primera vez sus Memorias de la Academia Mexicana de la Historia correspondiente de la Real de Madrid, edición trimestral, que se vio interrumpida a principios de la década de 1970. De 1970 a 1989 solo se imprimieron los volúmenes XXXI y XXXII, restableciéndose su publicación cotidiana en 1990.

## Miembros actuales
A través de las fundaciones de la Escuela Nacional de Altos Estudios, de El Colegio de México, del Instituto Nacional de Antropología e Historia, del Instituto de Investigaciones Estéticas y del Instituto de Investigaciones Históricas de la Universidad Nacional Autónoma de México, se han consolidado nuevas generaciones de investigadores en el estudio de la historia de México.[cita requerida]
La Academia fue conformada inicialmente por veinticuatro sillones. Este número se amplió a treinta en 1990 mediante la resolución de una junta extraordinaria. Veintidós miembros residen en la Ciudad de México y ocho en los estados. Los historiadores tienen distintas especialidades, en historia política, eclesiástica, social, económica, de la mujer, del arte, de antropología, arqueología e historiografía; así como de diferentes períodos como el prehispánico, colonial, siglo XIX, Revolución e historia contemporánea. Actualmente es dirigida por el doctor Javier Garciadiego Dantan, investigador del Centro de Estudios Históricos de El Colegio de México.[cita requerida]

### Miembros de número
| Sillón | Miembro de número                 | Fecha de ingreso | Lugar de nacimiento               | Cargo      |
| ------ | --------------------------------- | ---------------- | --------------------------------- | ---------- |
| I      | Óscar Mazín Gómez                 | 2010             | Chalco, Estado de México          |            |
| II     | Rodrigo Martínez Baracs           | 2015             | Ciudad de México                  | Secretario |
| III    | Andrés Lira González              | 1988             | Ciudad de México                  |            |
| IV     | Enrique Krauze Kleinbort          | 1989             | Ciudad de México                  |            |
| V      | Virginia Araceli García Acosta    | 2012             | Chihuahua, Chihuahua              |            |
| VI     | Pablo Yankelevich                 | 2022             |                                   |            |
| VII    | Elisa Speckman Guerra             | 2018             | Ciudad de México                  | Tesorera   |
| VIII   | Mario Cerutti                     | 2019             | Córdoba, Argentina                |            |
| IX     | Mario Humberto Ruz Sosa           | 2015             | Hunucmá, Yucatán                  |            |
| X      | Carlos Illades Aguiar             | 2019             | Tepic, Nayarit                    |            |
| XI     | Rafael Rojas Gutiérrez            | 2018             | Santa Clara, Cuba                 |            |
| XII    | Javier Garciadiego Dantán         | 2008             | Ciudad de México                  | Director   |
| XIII   | José Antonio Serrano Ortega       | 2017             | San Miguel de Allende, Guanajuato |            |
| XIV    | Eduardo Matos Moctezuma           | 1998             | Ciudad de México                  |            |
| XV     | Elisa Cárdenas Ayala              | 2024             | Guadalajara, Jalisco              |            |
| XVI    | Aurelio de los Reyes García Rojas | 2009             | Aguascalientes, Aguascalientes    |            |
| XVII   | Ana Carolina Ibarra González      | 2018             | Ciudad de México                  |            |
| XVIII  | Josefina Zoraida Vázquez Vera     | 1978             | Ciudad de México                  |            |
| XIX    | Felipe Castro Gutiérrez           | 2018             |                                   |            |
| XX     | David Piñera Ramírez              | 2002             | Tepic, Nayarit                    |            |
| XXI    | Ignacio Almada Bay                | 2019             | Navojoa, Sonora                   |            |
| XXII   | Juan Ortiz Escamilla              | 2019             |                                   |            |
| XXIII  | Sergio Quezada                    | 2015             | Mérida, Yucatán                   |            |
| XXIV   | Virginia Guedea Rincón Gallardo   | 2005             | Ciudad de México                  |            |
| XXV    | René García Castro                | 2017             |                                   |            |
| XXVI   | Gisela von Wobeser                | 1992             | Ciudad de México                  | Censor     |
| XXVII  | Leonardo López Luján              | 2010             | Ciudad de México                  |            |
| XXVIII | Antonio Rubial García             | 2010             | Ciudad de México                  |            |
| XXIX   | Claudia Agostoni Urencio          | 2023             | Ciudad de México                  |            |
| XXX    | Antonio García de León            | 2018             | Jáltipan, Veracruz                |            |

### Miembros corresponsales nacionales
En el sitio oficial de la Academia Mexicana de la Historia, se mencionan a los siguientes miembros como corresponsales nacionales:
| Corresponsal nacional            | Fecha de ingreso | Lugar de nacimiento      |
| Fernando Serrano Migallón        | 2013             | Distrito Federal         |
| Francisco Morales Valerio        | 1995             | Distrito Federal         |
| David Charles Wright Carr        | 1992             | Guanajuato               |
| Esperanza Ramírez Romero         | 1991             | Michoacán                |
| Nélida Ester Sigaut Valenzuela   | 2012             | Michoacán                |
| Joseph Benedict Warren           | 1996             | Michoacán (Nuevo México) |
| Thomas Calvo Ribes               | 2009             | Michoacán                |
| Angélica Peregrina Vázquez       | 2019             | Jalisco                  |
| Lorena Careaga Viliesid          | 2019             | Quintana Roo             |
| Araceli Almaraz Alvarado         | 2019             | Baja California          |
| Edna Aidé Grijalva Larrañaga     | 2019             | Baja California          |
| Cecilia Sheridan Prieto          | 2019             | Nuevo León               |
| Carlos Salvador Paredes Martínez | 2019             | Michoacán                |
| Bernardo García Díaz             | 2019             | Veracruz                 |
| César Morado Macías              | 2019             | Nuevo León               |
| María Isabel Monroy Castillo     | 2019             | San Luis Potosí          |
| Arturo Carrillo Rojas            | 2020             | Sinaloa                  |
| Pedro José Bracamonte y Sosa     | 2019             | Yucatán                  |
| Moisés Guzmán Pérez              | 2019             | Michoacán                |
| Sara Ladrón de Guevara González  | 2019             | Veracruz                 |
| José Alfredo Uribe Salas         | 2019             | Michoacán                |
| Víctor Orozco                    | 2019             | Chihuahua                |
| Manuel González Ramírez          | 2019             | Zacatecas                |
| María Teresa Jarquín Ortega      | 2019             | Estado de México         |
| Francisco Pérez de Salazar Verea | 2020             | Ciudad de México         |
| Raúl Agustín Figueroa Esquer     | 2020             | Ciudad de México         |
| Manuel Ramos Medina              | 2021             | Ciudad de México         |
| José Ramón Cossío Díaz           | 2021             | Ciudad de México         |
| Jaime Manuel del Arenal Fenochio | 2021             | Ciudad de México         |
| María Teresa Uriarte Castañeda   | 2021             | Ciudad de México         |
| Octavio Herrera Pérez            | 2019             | Tamaulipas               |
| Alicia Tecuanhuey Sandoval       | 2019             | Puebla                   |
| Moisés Guzmán Pérez              | 2019             | Michoacán                |
| Víctor González Esparza          | 2020             | Aguascalientes           |
| José Abud Flores                 | 2019             | Campeche                 |
| Alicia Azuela de la Cueva        | 2023             | Ciudad de México         |
| Gabriela Solís Robleda           | 2019             | Yucatán                  |
| Adriana Rocher Salas             | 2019             | Campeche                 |
| Mariana Terán Fuentes            | 2019             | Zacatecas                |
| María Isabel Grañén Porrúa       | 2023             | Oaxaca                   |

### Miembros corresponsales en el extranjero
Según el directorio de la Academia Mexicana de la Historia, los miembros corresponsales en el extranjero son:
| Corresponsal en el extranjero                | Lugar de nacimiento    |
| Richard Nebel                                | Alemania               |
| Horst Pietschmann                            | Alemania               |
| Christon I. Archer                           | Canadá                 |
| Bernardino Bravo Lira                        | Chile                  |
| Eusebio Leal Spengler                        | Cuba                   |
| Robert A. Potash                             | Estados Unidos         |
| Linda Arnold                                 | Estados Unidos         |
| Félix Almazar                                | Estados Unidos         |
| William B. Taylor                            | Estados Unidos         |
| David Carrasco                               | Estados Unidos         |
| Nancy Marguerite Farriss                     | Estados Unidos         |
| William L. Fash, Jr.                         | Estados Unidos         |
| Heather Fowler-Salamini                      | Estados Unidos         |
| Elizabeth Hill Boone                         | Estados Unidos         |
| Asunción Lavrin                              | Estados Unidos         |
| Michael Mathes                               | Estados Unidos         |
| Jaime E. Rodríguez Ordóñez                   | Estados Unidos         |
| Joyce Marcus                                 | Estados Unidos         |
| Eric Van Young                               | Estados Unidos         |
| Richard Joseph Salvucci                      | Estados Unidos         |
| Carmen-José Alejos Grau                      | España                 |
| Alfredo Moreno Cebrián                       | España                 |
| Pedro Pérez Herrero                          | España                 |
| José Javier Ruiz Ibáñez                      | España                 |
| Josep-Ignasi Saranyana                       | España                 |
| Carmen Soto Serrano                          | España                 |
| Manuel Suárez Cortina                        | España                 |
| Enriqueta Vila Vilar                         | España                 |
| Annick Lemperiére                            | Francia                |
| Adeline Rucquoi                              | Francia                |
| Brian Hamnett                                | Gran Bretaña           |
| Rudolf Alexander van Zantwijk                | Holanda                |
| Alan Knight                                  | Inglaterra             |
| Antonio Annino von Dusek                     | Italia                 |
| Marcello Carmagnani                          | Italia                 |
| Henrique Pinto Rema                          | Portugal               |
| Antonio Pedro Rema Vicente                   | Portugal               |
| Eduardo Martiré                              | República de Argentina |
| Oldrich Kaspar                               | República Checa        |
| Fernando Pérez Memén                         | República Dominicana   |
| Germán Carrera Damas                         | Venezuela              |
| Inés Quintero Montiel                        | Venezuela              |
| Kazuhiro Kobayashi                           | Japón                  |
| Kishiro Ohgaki                               | Japón                  |
| Pablo Piccato                                | Estados Unidos         |
| José Luis de Rojas y Gutiérrez de Gandarilla | España                 |
| María Alicia Mayer González                  | México                 |
| Enrique Semo Calev                           | Bulgaria               |
| Josep Ignasi Saranyana Closa                 | España                 |
| Massimo de Giuseppe                          | Italia                 |
| Paolo Valvo                                  | Italia                 |
| Manuel Chust Calero                          | España                 |
| Marta Lorente Sariñena                       | España                 |
| Armando Alberola Romá                        | España                 |
| Cynthia Radding                              | Estados Unidos         |
| Will Fowler                                  | Escocia                |
| Stephen Haber                                | Estados Unidos         |
| Bernarda Urrejola Davanzo                    | Chile                  |
| Andrés Ciudad Ruiz                           | España                 |
| Pablo Mijangos y González                    | Estados Unidos         |
| Saburo Sugiyama                              | Japón                  |
| Eric Taladoire                               | Francia                |